# Vahan Terian
Vahan Teryan o Vahan Ter-Grigoryan (armenio: Վահան Սուքիասի Տեր - Գրիգորյան; 28 de enero de 1885 - 7 de enero de 1920) fue un eminente poeta armenio, lírico y activista público. Terian es conocido por sus poemas tristes y románticos, los más famosos todavía hoy en día se leen, se recitan y se cantan en sus versiones musicales por la gente de todas las edades. 

## Biografía
Vahan Terian nació en una familia de religiosos, 28 de enero de 1885 en Gandziani, donde su padre, un apasionado de León Tolstoi, era pastor en un pequeño pueblo no muy lejos de Ajalkalaki en Georgia, en la provincia histórica de Javakheti. La fuerte personalidad de su padre, sin duda, tiene una gran influencia en la vida del poeta. Espiritual y social, es también un campesino robusto que siembra y cosecha. Su madre, que "a menudo se entristeció y lloró", de acuerdo Kamtchar Grigorian, era una mujer sensible y melancólica. Después de una infancia que pasó en la naturaleza en unos "paisajes mágicos", afirmó, él terminó la educación primaria.
Terian viaja en 1887 a Tiflis (Tbilisi), donde sus hermanos mayores ya están estudiando. El futuro poeta aprendió ruso con sus hermanos antes de entrar en la escuela Lazarian de Moscú en 1899. Cursó estudios de ruso, francés, latín, armenio clásico y moderno, así como obras literaturas universales, clásicas y contemporáneas. Su profesor de poesía es Der Langen, de origen holandés, cónsul en Moscú, fue quien le introdujo el simbolismo, Alexander Blok y Valeri Briúsov. Allí conoció a Poghos Makintzian, Alexander Miasnikian y Tzolak Khanzadian, todas las personalidades que tenían relación y participaban en los círculos revolucionarios, y traduce Charles Baudelaire al armenio.
En 1906 terminó su formación en la escuela y después ingresó en la Universidad de Moscú, donde se matriculó en historia y lingüística. Sin embargo, poco después es arrestado y enviado a prisión, a la cárcel Boutirka de Moscú por sus actividades revolucionarias. Mientras tanto, en 1908, en Tiflis, publicó su poesía Ilusiones del crepúsculo o Sueños crepusculares, que ha sido reconocida por lectores y críticos. Por lo tanto, trae nueva vida a la poesía armenia del Este y muchos siguen su ejemplo. La poesía es entonces dominada por Hovhannes Tumanyan y Avetik Isahakian. Se publica en 1912 una nueva colección de poemas. Sólo el primero de los libros de la colección se pondrá en marcha, el segundo se quedará sin terminar.
En 1913, se trasladó a San Petersburgo, donde estudió filología en la Universidad de lenguas orientales, y se hizo amigo de Maxim Gorki, y juntos publicaron una antología de la literatura armenia. Estudió árabe, persa y georgiano. Se convirtió en una figura destacada en el almanaque literario Garoun(primavera). El título de la revista está ocupado por Missak Manuchian para una de las revistas publicadas en Francia. En 1915, el periódico Mchak (labrador) publica una serie de poemas patrióticos País Nairi.
En 1916 apareció una colección de poemas (en armenio: Yerkir Nairi), con Nairi, palabra asiria utiliza en lugar de "Armenia" (al igual que Yeghishé Charents en 1923). Ayuda a las personas desplazadas y los sobrevivientes del genocidio armenio de 1915, a pasar de una ciudad a otra en Rusia. Este año es terrible para Vahan Terian, ya que se ve gravemente afectada por la tuberculosis. Al principio, se trata en un sanatorio de Sujumi en el Mar Negro, más tarde, regresa a su pueblo,  Ajalkalaki, pero en vano.
En 1917, participó activamente en la revolución bolchevique, a continuación, en la guerra civil. Es uno de los actores en las negociaciones del Tratado de Brest-Litovsk, por encargo de Lenin. Se trata de asuntos de Armenia y de preparar un memorándum sobre esta cuestión, incluso el desarrollo de un proyecto de decreto sobre la Armenia occidental.
En 1919, como miembro del Comité Ejecutivo Central de Rusia, se le ordenó salir de Turquestán (hoy en día, las repúblicas de Asia Central), pero tendrá que permanecer en Oremburgo, debido a su estado de la salud que se deteriora rápidamente. Murió en la misma ciudad, el 7 de enero de 1920.  Tan sólo tenía 35 años.